# Сабінум
Сабінум (Sabinum) — маєток Горація, що розташовувався в Сабінській області (на північ від Тібура).
Гай Цільній Меценат в 33 році подарував його поетові (опис цього маєтку Горацій дав в 16 листі I кн., 1-14). Маєток був не дуже великий, лежав в гористій місцевості, мав прохолодну долину і тінисті ліси; поблизу будинку знаходився чисте холодне джерело (Горацій дав йому ім'я Bandusia) і пагорб L u cretilis.

## Літуратура
- Gaston Boissier, «Nouvelles promenades archéologiques» (П., 1886, стр. 1—62) (фр.)